# Lipci
Lipci (in italiano Lippa) è un centro abitato del Montenegro, frazione del comune di Cattaro.

## Società
La popolazione di Lipci è in prevalenza di etnia montenegrina.

## Infrastrutture e trasporti
Il centro abitato è attraversato dalla strada maestra M-1 (parte delle strade europee E65 e E80), ed è punto d'origine della strada maestra M-8.